# Echolocation
《Echolocation》은 2023년 10월 13일 AUM 피델리티를 통해 발매된 멘도자 호프 레블스(Mendoza Hoff Revels)의 첫 정규 음반이다. 멘도자 호프 레블스는 일렉트릭 기타의 에이바 멘도자와 일렉트릭 베이스의 데빈 호프를 필두로 테너 색소폰의 제임스 브랜던 루이스와 드럼의 체스 스미스로 구성되어 있다.

## 트랙 리스트
| #            | 제목             | 작곡          | 재생 시간 |
| ------------ | ---------------- | ------------- | --------- |
| 1.           | 〈Dyscalculia〉  | 데빈 호프     | 7:06      |
| 2.           | 〈Echolocation〉 | 에이바 멘도자 | 6:45      |
| 3.           | 〈Interwhining〉 | 멘도자        | 6:50      |
| 4.           | 〈Diablada〉     | 멘도자        | 4:44      |
| 5.           | 〈The Stumble〉  | 호프          | 6:53      |
| 6.           | 〈Babel-17〉     | 호프          | 5:45      |
| 총 재생 시간 | 총 재생 시간     | 총 재생 시간  | 38:03     |

| #            | 제목             | 작곡         | 재생 시간 |
| ------------ | ---------------- | ------------ | --------- |
| 1.           | 〈Dyscalculia〉  |              | 7:06      |
| 2.           | 〈Echolocation〉 |              | 6:45      |
| 3.           | 〈Interwhining〉 |              | 6:50      |
| 4.           | 〈Babel-17〉     |              | 5:45      |
| 5.           | 〈New Ghost〉    | 멘도자       | 5:02      |
| 6.           | 〈Diablada〉     |              | 4:44      |
| 7.           | 〈The Stumble〉  |              | 6:53      |
| 8.           | 〈Ten Forward〉  | 호프         | 6:09      |
| 총 재생 시간 | 총 재생 시간     | 총 재생 시간 | 49:14     |

## 참여진
크레딧은 《Echolocation》의 CD 라이너 노트에서 발췌했다.
| 멘도자 호프 레블스 - 에이바 멘도자 – 일렉트릭 기타, 작곡, 프로듀서 - 데빈 호프 – 일렉트릭 베이스, 작곡, 프로듀서 - 제임스 브랜던 루이스 – 테너 색소폰 - 체스 스미스 – 드럼 | - 짐 클라우스 – 녹음 - 존 디트리히 – 믹싱, 마스터링 - 스티븐 요그 – 프로젝트 코디네이터, 제작 보조 - 윌리엄 마자 스튜디오 – 미술, 디자인 |

### 내용주
1. ↑  이후 데브라 호프(Devra Hoff)로 개명했다.[1]

### 참조주
1. ↑  West 2024.
2. ↑  멘도자 호프 레블스 2023a.
3. 1 2  멘도자 호프 레블스 2023b.

### 참고 자료
- West, Michael J. (2024년 12월 20일). “Mendoza Hoff Revels keep jazz and rock weird”. 《워싱턴 포스트》. T6면. 2025년 5월 4일에 확인함.
- 《Echolocation》 (LP). 멘도자 호프 레블스. AUM 피델리티. 2023년. AUM117-1.
- 《Echolocation》 (CD). 멘도자 호프 레블스. AUM 피델리티. 2023년. AUM117-2.